# Ли, Дженна
Дже́ннифер Энн «Дже́нна» Ли (англ. Jennifer Anne «Jenna» Lee; 30 мая 1980, Сан-Франциско, Калифорния, США) — американская журналистка и телеведущая. Наиболее известна как ведущая телеканала «Fox News Channel», где она ведёт новостную программу «Happening Now» (2010—) с Джоном Скоттом.

## Биография
Дженнифер Энн Ли родилась 30 мая 1980 года в Сан-Франциско (штат Калифорния, США) в семье бывшего профессионального футболиста Боба Ли (род.1946) и учительницы начальных классов Дженис Ли (в девичестве Дельфино). У Дженны есть итальянское корни со стороны матери. У Ли есть младший брат — футболист Зак Ли (род.1987).
Дженна окончила Калифорнийский университет в Санта-Барбаре, став бакалавром искусств английского языка, и Колумбийский университет, получив степень магистра наук в области политики и социоэкономики. 

## Личная жизнь
С 3 июля 2011 года Дженна замужем за офицером «SEAL» Лифом Бэбином, с которым она встречалась 2 года до их свадьбы. У супругов есть двое детей — сын Брайан Марк Бэбин (род.03.09.2014) и дочь Либерти Джозефин Бэбин (род.05.04.2016). 